# Resolució 1600 del Consell de Seguretat de les Nacions Unides
La Resolució 1600 del Consell de Seguretat de les Nacions Unides fou adoptada per unanimitat el 4 de maig de 2005. Després de recordar les resolucions 1528 (2004), 1572 (2004), 1584 (2005) i 1594 (2005) sobre la situació a Costa d'Ivori, el Consell va estendre el mandat de l'Operació de les Nacions Unides a Costa d'Ivori (UNOCI) fins al 4 de juny de 2005.
El Consell de Seguretat va reafirmar el seu suport a l'acord de Linas-Marcoussis i la seva plena aplicació. Va encomiar a la Unió Africana, la Comunitat Econòmica dels Estats de l'Àfrica Occidental (ECOWAS) i les forces franceses pels seus esforços per promoure una solució pacífica a Costa d'Ivori, però va assenyalar els reptes existents a l'estabilitat del país i la seva amenaça a la pau i la seguretat internacionals a la regió.
Actuant sota el Capítol VII de la Carta de les Nacions Unides, es va ampliar el mandat del MINUCI, juntament amb l'autorització concedida a l'ECOWAS i les forces franceses que operen al país durant un mes. Es va instar als partits de Costa d'Ivori a treballar per aconseguir una solució duradora a la crisi, especialment a través de la mediació dirigida per l'ex president sud-africà Thabo Mbeki, que va ser elogiada pel Consell.
Finalment, el Consell va donar la benvinguda a l'anunci del president de Costa d'Ivori, Laurent Gbagbo, que tots els candidats seleccionats per les parts en l'acord de Linas-Marcoussis podrien optar a la presidència.